# Gwary rypuaryjskie

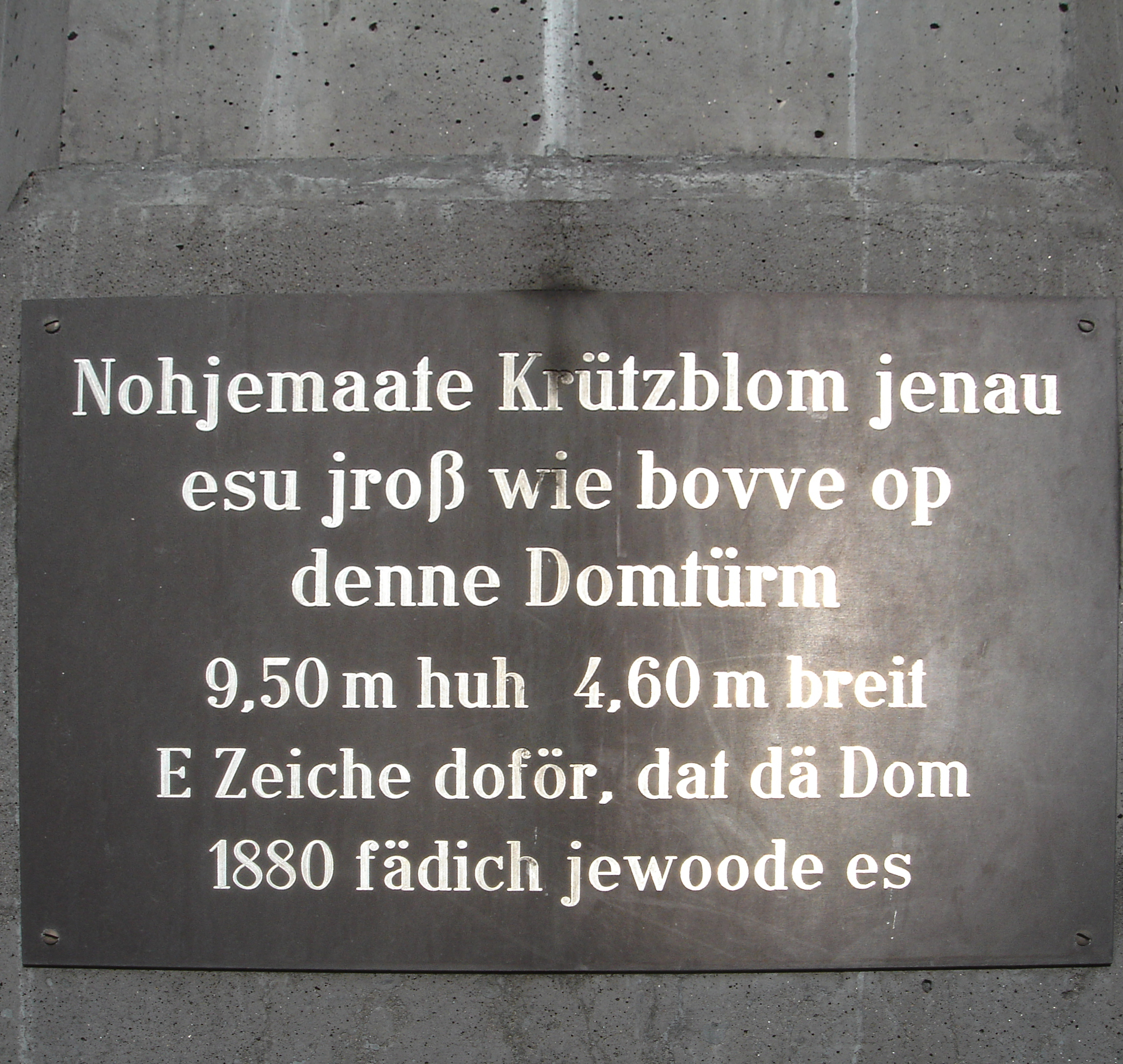
Napis na pomniku przed zachodnią stroną Katedry Kolońskiej, w języku polskim: „Kopia kwiatonu, tak samo dużego jak ten na szczycie wież katedry, 9,50 m wysokości i 4,60 m szerokości. Znak, że katedra została ukończona w 1880 r.”

Gwary rypuaryjskie – grupa zachodniogermańskich gwar używanych w Nadrenii, wschodniej Belgii i południowej Limburgii holenderskiej. Bywają uznawane za oddzielny od niemieckiego język rypuaryjski. Obejmuje między innymi gwarę kolońską.

## Podział
Do odmiany gwar rypuaryjskich należą m.in.:
- gwary zachodniorypuaryjskie (Westripuarisch)
- gwary środkoworypuaryjskie (Zentralripuarisch)
  - miejska gwara kolońska (Stadtkölnisch)
  - wiejska gwara kolońska (Landkölnisch)